# Cyathodes fraseri
Cyathodes fraseri är en ljungväxtart som först beskrevs av Allan Cunningham, och fick sitt nu gällande namn av Harry Howard Barton Allan. Cyathodes fraseri ingår i släktet Cyathodes, och familjen ljungväxter. Utöver nominatformen finns också underarten C. f. muscosa.